# Наомі Кедевей
Наомі Кевадей (англ. Naomi Cavaday; нар. 24 квітня 1989) — колишня британська тенісистка.
Найвищу одиночну позицію світового рейтингу — 174 місце досягла 10 травня 2010, парну — 184 місце — 5 квітня 2010 року.
Здобула 6 одиночних та 2 парні титули.
Завершила кар'єру 2011 року.

## Фінали ITF

### Одиночний розряд: 8 (6–2)
| Легенда          |
| ---------------- |
| турніри $100,000 |
| турніри $75,000  |
| турніри $50,000  |
| турніри $25,000  |
| турніри $10,000  |

| Фінали за покриттям |
| ------------------- |
| Тверде (5–2)        |
| Ґрунт (1–0)         |
| Трава (0–0)         |
| Килим (0–0)         |

| Результат | W–L | Дата             | Турнір                          | Рівень | Покриття   | Суперниця                 | Рахунок       |
| --------- | --- | ---------------- | ------------------------------- | ------ | ---------- | ------------------------- | ------------- |
| Перемога  | 1–0 | 6 листопада 2005 | ITF Пуне, Індія                 | 10,000 | Тверде     | Іша Лахані                | 6–4, 6–1      |
| Поразка   | 1–1 | 12 березня 2006  | ITF Сандерленд, Велика Британія | 10,000 | Тверде     | Ґаелль Відмер             | 1–6, 6–3, 1–6 |
| Перемога  | 2–1 | 18 березня 2007  | ITF Оріндж, США                 | 25,000 | Тверде     | Карін Кнапп               | 6–1, 6–1      |
| Перемога  | 3–1 | 3 травня 2010    | ITF Брешія, Італія              | 25,000 | Ґрунт      | Андреа Сестіні Главачкова | 6–2, 6–4      |
| Поразка   | 3–2 | 14 вересня 2010  | ITF Дарвін, Австралія           | 25,000 | Тверде     | Олівія Роговська          | 2–6, 6–2, 0–6 |
| Перемога  | 4–2 | 28 вересня 2014  | ITF Шарм-еш-Шейх, Єгипет        | 10,000 | Тверде     | Ана Веселинович           | 6–4, 6–4      |
| Перемога  | 5–2 | 26 жовтня 2014   | ITF Стокгольм, Швеція           | 10,000 | Тверде (i) | Таїсія Мордергер          | 7–6(7–3), 6–4 |
| Перемога  | 6–2 | 2 листопада 2014 | ITF Стокгольм, Швеція           | 10,000 | Тверде (i) | Маргарита Лазарева        | 5–7, 6–3, 6–3 |

### Парний розряд: 6 (2–4)
| Легенда          |
| ---------------- |
| турніри $100,000 |
| турніри $75,000  |
| турніри $50,000  |
| турніри $25,000  |
| турніри $10,000  |

| Фінали за покриттям |
| ------------------- |
| Тверде (1–2)        |
| Ґрунт (1–1)         |
| Трава (0–1)         |
| Килим (0–0)         |

| Результат | Ранг | Дата            | Турнір                         | Покриття | Партнерка            | Суперниці                           | Рахунок               |
| --------- | ---- | --------------- | ------------------------------ | -------- | -------------------- | ----------------------------------- | --------------------- |
| Поразка   | 1    | 28 травня 2006  | ITF Будапешт, Угорщина         | Ґрунт    | Джорджи Джент        | Антонія Ксенія Тоут Наташа Зорич    | 1–6, 2–6              |
| Поразка   | 2    | 23 вересня 2006 | ITF Ноттінгем, Велика Британія | Тверде   | Клер Петерзен        | Джорджи Джент Емілі Веблі-Сміт      | 6–3, 5–7, 4–6         |
| Поразка   | 3    | 8 червня 2007   | ITF Сербітон, Велика Британія  | Трава    | Олена Балтача        | Карен Патерсон Мелані Саут          | 1–6, 4–6              |
| Перемога  | 4    | 3 березня 2009  | ITF Йоганесбурґ, ПАР           | Тверде   | Леся Цуренко         | Крістіна Кучова Анастасія Севастова | 6–2, 2–6, [11–9]      |
| Поразка   | 5    | 6 лютого 2010   | ITF Саттон, Велика Британія    | Тверде   | Анна Сміт            | Іріні Георгату Валерія Савіних      | 5–7, 6–2, [8–10]      |
| Перемога  | 6    | 3 травня 2010   | ITF Брешія, Італія             | Ґрунт    | Анастасія Пивоварова | Ірина Бремон Валерія Савіних        | 6–3, 6–7(5–7), [10–8] |

## Досягнення
| W | Ф | ПФ | ЧФ | #Р | КТ | К# | P# | DNQ | A | Z# | PO | G | S | B | NMS | NTI | P | NH |

### Одиночний розряд
| Турнір                                 | 2006 | 2007 | 2008 | 2009 | 2010 | 2011 | 2014 | 2015 | В-П за кар'єру |
| -------------------------------------- | ---- | ---- | ---- | ---- | ---- | ---- | ---- | ---- | -------------- |
| Відкритий чемпіонат Австралії з тенісу |      |      |      |      | К2р  |      |      |      | 0–0            |
| Відкритий чемпіонат Франції з тенісу   |      |      | К1р  |      | К1р  |      |      |      | 0–0            |
| Вімблдонський турнір                   | 1р   | 1р   | 1р   | К3р  | К2р  |      |      | К1р  | 0–3            |
| Відкритий чемпіонат США з тенісу       |      | К3р  | К1р  |      | К1р  |      |      |      | 0–0            |
| Рейтинг на кінець року                 | 401  | 196  | 268  | 203  | 213  | 670  | 606  | 502  | N/A            |

### Парний розряд
| Турнір                                 | 2007 | 2008 | 2009 | 2010 | В-П за кар'єру |
| -------------------------------------- | ---- | ---- | ---- | ---- | -------------- |
| Відкритий чемпіонат Австралії з тенісу |      |      |      |      | 0–0            |
| Відкритий чемпіонат Франції з тенісу   |      |      |      |      | 0–0            |
| Вімблдонський турнір                   | 1р   | 1р   | 1р   | 1р   | 0–4            |
| Відкритий чемпіонат США з тенісу       |      |      |      |      | 0–0            |
| Рейтинг на кінець року                 | 425  | 748  | 246  | 277  | N/A            |

### Мікст
| Турнір                                 | 2009 | В-П за кар'єру |
| -------------------------------------- | ---- | -------------- |
| Відкритий чемпіонат Австралії з тенісу |      | 0–0            |
| Відкритий чемпіонат Франції з тенісу   |      | 0–0            |
| Вімблдонський турнір                   | 1р   | 0–1            |
| Відкритий чемпіонат США з тенісу       |      | 0–0            |

### Кубок Федерації
| Зона Європа/Африка I |                  |          |               |            |                           |                  |                    |                           |
| Дата                 | Місце проведення | Покриття | Раунд         | Суперниці  | Підсумковий рахунок матчу | Матч             | Суперниця          | Рахунок у своєму поєдинку |
| 19–21 квітня 2007    | Пловдив          | Ґрунт    | RR            | Люксембург | 1–2                       | Одиночний розряд | Менді Мінелла      | 6–4, 6–7(2–7), 4–6 (L)    |
| 19–21 квітня 2007    | Пловдив          | Ґрунт    | RR            | Польща     | 0–3                       | Одиночний розряд | Агнешка Радванська | 3–6, 2–6 (L)              |
| 19–21 квітня 2007    | Пловдив          | Ґрунт    | PO (9th–12th) | Швеція     | 1–2                       | Одиночний розряд | Юганна Ларссон     | 2–6, 6–1, 1–6 (L)         |